# سرزمین جنگلی
سرزمین جنگلی (به انگلیسی: Jungleland) یک فیلم درام آمریکایی محصول سال ۲۰۱۹ به کارگردانی مکس وینکلر و نویسندگی تئودور بی برسمن، دیوید برانسون اسمیت و وینکلر است. در این فیلم بازیگرانی چون چارلی هونام، جک اوکانل، جسیکا باردن، جاناتان میجرز، جان کالم و نیک مولن به ایفای نقش پرداخته‌اند.

## داستان
فیلم دربارهٔ یک بوکسور است که همراه برادرش باید برای آخرین مبارزه به سراسر کشور سفر کند اما یک همراه غیرمنتظره در سفر، ترک‌های پیوند آنها را در طول راه آشکار می‌کند و…

## تولید
فیلمبرداری از فیلم در ۲۷ اوت ۲۰۱۸ در تاونتون، فال ریور و نیوبدفورد، ماساچوست آغاز شد.

## انتشار
این فیلم اولین نمایش جهانی خود را در جشنواره بین‌المللی فیلم تورنتو در ۱۲ سپتامبر ۲۰۱۹ انجام داد. در سپتامبر ۲۰۲۰، ورتیکال انترتینمنت حقوق پخش فیلم در ایالات متحده را به دست آورد.

## بازخوردها
در راتن تومیتوز، این فیلم بر اساس ۵۶ نقد، با میانگین امتیاز ۶٫۴ از ۱۰، و محبوبیت ۷۳٪ را دارد. در متاکریتیک، فیلم دارای میانگین وزنی ۵۳ امتیاز است. از ۱۰۰، بر اساس ۱۵ منتقد، نشان دهنده «بررسی‌های مختلط یا متوسط».